# Neosychnocotyle maggiae
Neosychnocotyle maggiae är en plattmaskart som beskrevs av John Otterbein Snyder och Tkach 2007. Neosychnocotyle maggiae ingår i släktet Neosychnocotyle och familjen Aspidogastridae. Inga underarter finns listade i Catalogue of Life.